# 被弃沉船法
《被弃沉船法》是1988年通过的一项美国法律，旨在通过将沉船遗骸所有权转移给其所在水域的国家，来保护历史沉船不被寻宝者打捞。

## 背景
《被弃沉船法》(Pub. L. 100-298; 43 U.S.C. §§ 2101–2106)，也被称为《1987年被弃沉船法》。二十世纪七八十年代，寻宝者在五大湖和其他水域，打捞了3000多艘历史沉船，造成了严重而不可挽回破坏。如“阿托查”号（Nuestra Señora de Atocha），一艘弗罗里达海岸附近的具有重大历史和文化意义的沉船，由于佛罗里达州缺乏适当的法律而无法阻止打捞。这一背景促使了联邦政府开始处理这一问题。 1988年4月29日，里根总统签署了这项法案（Abandoned Shipwrecks Act of 1987, Pub. L. 100-298, 102 Stat. 432）。

## 内容
该法律共分为6条，包括调查发现、定义、进入权、指导方针的准备、所有权和与其他法的关系。
指导方针于1990年发布在美国国家公园管理局的网站上。

## 例外
法律不适用于军事残骸，这些残骸由他们所制造的国家所拥有。也不适用于原住民土地上的残骸。

## 争议
由于措辞含糊不清，这一法律受到了抨击。各混州声称所有埋在其水域的沉船都已被遗弃，因此在其管辖之下。而有些人认为，只有10％最具历史意义的沉船属于州。这就导致了许多沉船所有权和打捞权的案件。打捞人认为，各州需要向公众证明哪些残骸是具有历史性的，并受到该法的保护；而各州认为打捞人如果要打捞任何部件、沉积物、文物等，需要提供沉船的所有权证明。